# Silurus ichneumon
Silurus ichneumon és una espècie de peix de la família dels silúrids i de l'ordre dels siluriformes.